# Max Elliott Slade
Max Elliott Slade (eigentlich: Maximilian Slade; * 4. Juli 1980 in Pasadena, Kalifornien) ist ein US-amerikanischer Filmschauspieler und jetziger Musiker.

## Leben
Max’ mittleren Name legte er sich nach dem Besuch des Steven-Spielberg-Films E.T. zu, dessen menschlicher Hauptdarsteller Elliott mit Vornamen heißt. Er stand bereits mit neun Jahren an der Seite von Steve Martin und Dianne Wiest in Ron Howards Komödie Eine Wahnsinnsfamilie vor der Kamera. Von 1990 bis 1991 spielte er außerdem in der gleichnamigen Fernsehserie mit.
Ab 1992 wirkte er in der Actionreihe die 3 Ninja Kids mit. Im letzten Teil Mega Mountain Mission übernahm allerdings Michael O’Laskey II seine Rolle. 1995 hatte er in Apollo 13 eine Nebenrolle. 1996 beendete er seine Schauspielkarriere mit dem Film Judge Man und kümmerte sich um seine Schulausbildung. Von 1994 bis 1998 besuchte er die Highschool in Pasadena und wechselte dann auf die University of Southern California, wo er 2006 mit einem Bachelor in Anthropologie abschloss.
Im Mai 2001 gründete Max in Los Angeles die Rockband Haden, deren Frontsänger und Gitarrist er ist. Seit 2007 ist er als Yoga-Lehrer tätig und versucht sich in Mixed Martial Arts. Ein Comeback als Schauspieler hat er für die nahe Zukunft angekündigt.
Sein älterer Bruder Demian ist ebenfalls Schauspieler.

## Filmografie
- 1989: Eine Wahnsinnsfamilie (Parenthood)
- 1990–1991: Eine Wahnsinnsfamilie (Parenthood, Fernsehserie)
- 1991: To the Moon, Alice (Fernsehfilm)
- 1992: 3 Ninja Kids (3 Ninjas)
- 1994: 3 Ninjas – Kick Back (3 Ninjas Kick Back)
- 1995: 3 Ninjas – Fight & Fury (3 Ninjas Knuckle Up)
- 1995: Apollo 13
- 1998: Judge Man (The Sweeper)